# Нафанаил (игумен Киево-Михайловского монастыря)
Нафанаил — игумен Киевского-Михайловского монастыря (ныне Михайловский Златоверхий монастырь), автор сборника догматико-полемических статей против униатов, известного под названием «книги о вере единой».

## Биография
Об его детстве информации практически не сохранилось, да и прочие биографические сведения о нём очень скудны и отрывочны; известно лишь, что жил Нафанаил в конце XVI — первой половине XVII вв., южно-русс по происхождению, образование получил в низшей школе иезуитской коллегии, по-видимому, не окончив её, где «от езувитов в мале не прельщен был». Ревнуя о защите православия от иезуитского «прельщения», Нафанаил составил в Киеве около 1644 года сборник в 30-ти главах под заглавием: «Книжицка или списание о вере Православной, о св. церкви восточной, о изряднейших правоверных артикулах, от божественного писания, путного ради случая, в гонении от нужды собрана». 
«Палинодия» Захария Копыстенского, так называемая «Азариева книга о вере» и «Апокрисис» Христофора Филалета послужили главными источниками сборника (25 глав из 30-ти было взято из них). Но, верный своей задаче — дать в руки православным южно-руссам не полемическое произведение, а сборник кратких и ясных сведений о догматических вопросах, в которых православные расходятся с униатами и латинянами, Нафанаил тщательно удалял из своих источников их личный характер и сглаживал их полемические выводы.
В 1648 году «Книга о вере» была переведена с белорусского языка , несколько дополнена и напечатана в Москве «тщательством» царского духовника Стефана Вонифатьева. Несмотря на свой чисто компилятивный характер, «Книга о вере» имела большее значение, чем ее источники, как среди историков церкви, так в особенности, среди старообрядцев. Старообрядческие писатели XVII века, развивая свое учение о чтении 8-го члена символа веры, о двуперстии и особенно о явлении в мир антихриста в 1666 году, нашли в той же книге подтверждения своих положений. Нафанаилова «Книга о вере» по этой причине была переиздана старообрядцами: в 1785 году (Гродно), в 1876 году (Псков).